# Liste von Sat.1-Sendungen

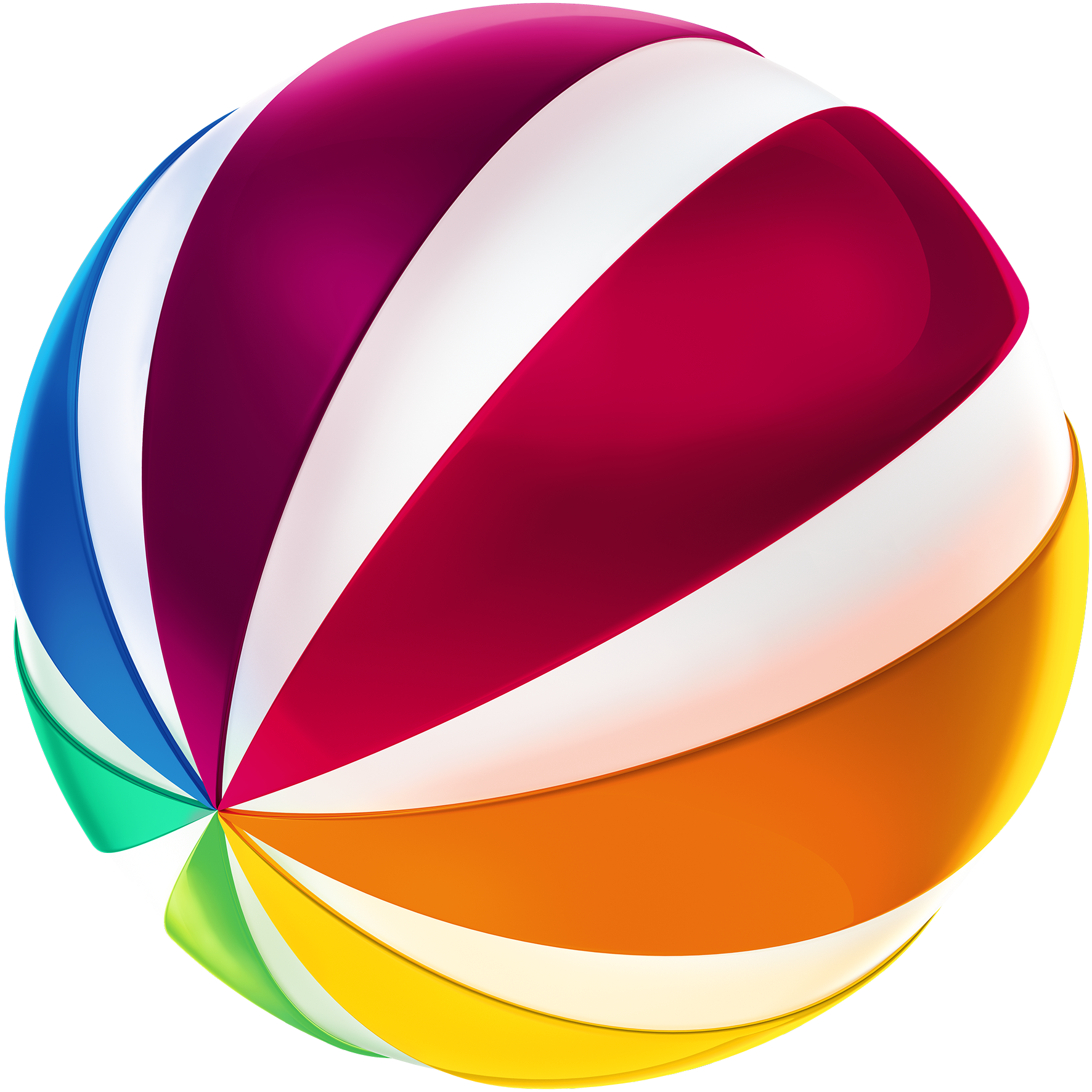
Logo des Fernsehsenders Sat.1

Diese Liste von Sat.1-Sendungen enthält eine bisher noch unvollständige Aufzählung aller Sendungen und Serien, die bei Sat.1 ausgestrahlt werden bzw. wurden.

## Eigenproduktionen

### Nachrichten
- Newstime, Hauptnachrichtensendung, mit Claudia von Brauchitsch, Marc Bator, Stephanie Puls und Jule Gölsdorf (seit 2023)
- sowie weitere Kurznachrichtensendungen und Sondersendungen bei bestimmten Ereignissen

### Magazine

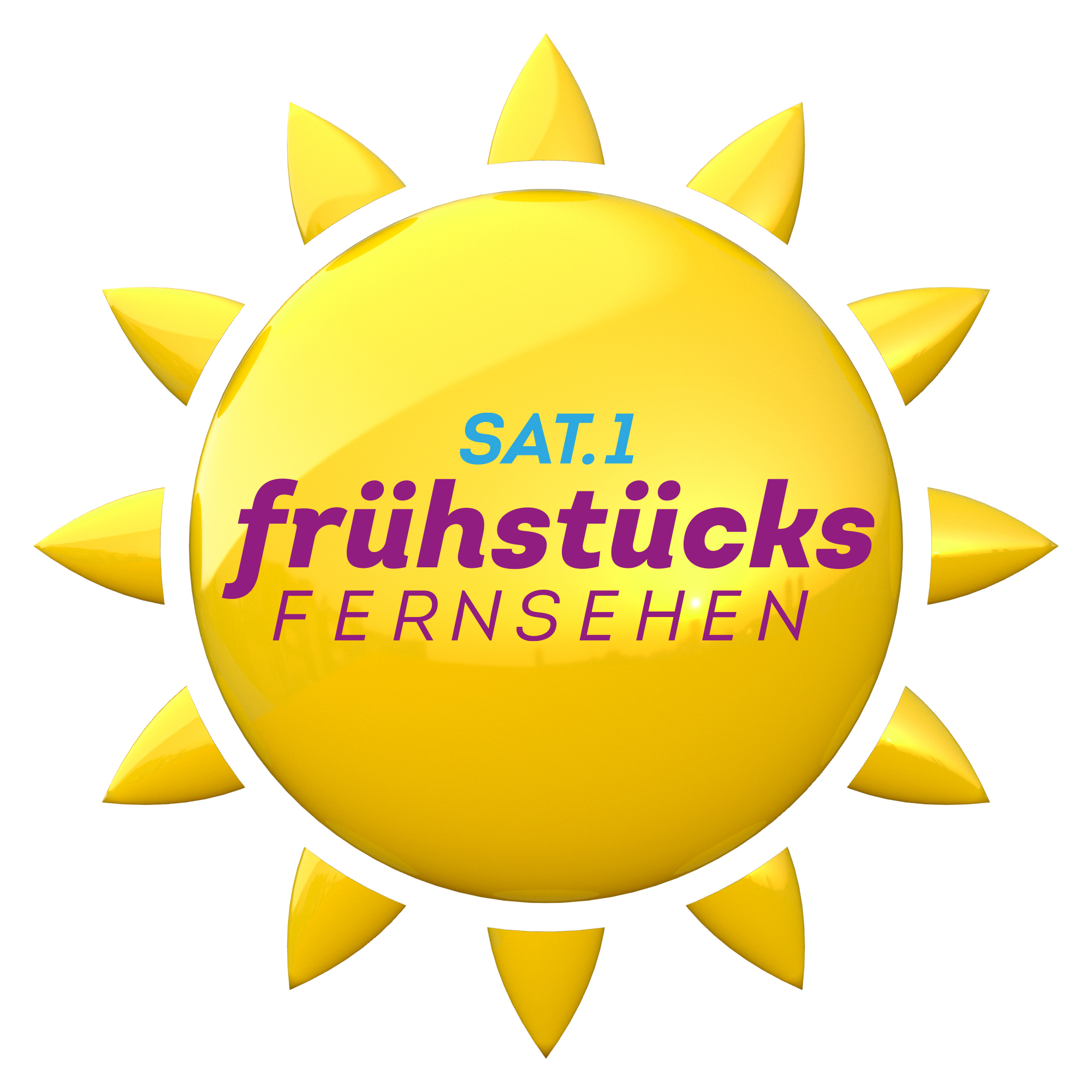
Logo des Sat.1-Frühstücksfernsehens

- 17:30 Sat.1, Regionalnachrichtenmagazin (seit 1992)[1]
  - 17:30 Sat.1 Bayern (Bayern)
  - 17:30 Sat.1 live (Rheinland-Pfalz und Hessen)
  - 17:30 Sat.1 NRW (Nordrhein-Westfalen)
  - 17:30 Sat.1 Regional (Hamburg und Schleswig-Holstein)
  - 17:30 Sat.1 Regional (Niedersachsen und Bremen)
- 24 Stunden, Reportagemagazin (2006–2014)
- Akte, Reportagemagazin mit Matthias Killing (seit Januar 1995)
- Focus TV Reportage, Reportagemagazin (seit Mai 2010)
- News & Stories, Kulturmagazin (seit Juli 1988)
- Sat.1-Frühstücksfernsehen, Morgenmagazin (seit Oktober 1987 als Guten Morgen mit SAT.1)
- Watch Me – Das Kinomagazin, aktuelle Kino-Neustarts (seit 2016)

### Doku-Soap
- Julia Leischik sucht: Bitte melde dich, Real Life Doku mit Julia Leischik (seit März 2012)
- Hochzeit auf den ersten Blick, Doku-Soap (seit November 2014)

### Pseudo-Doku
- 110 Notruf Deutschland - Polizei im Einsatz (seit Juli 2022)[2]
- Auf Streife, Pseudo-Polizeiserie (2013–2022, seit 2024)[3][4]
- Auf Streife – Die Spezialisten, Scripted Reality (2015–2022) (nur Wiederholungen)
- Klinik am Südring, Scripted Reality, Pseudo-Krankenhausserie (2016–2022)(nur Wiederholungen)
- Lenßen hilft Scripted Reality (2020–2022, seit 2024)[5]

### Unterhaltungsshow
- Das große Backen, Backshow mit Enie van de Meiklokjes (seit 2013)
- Die große Revanche, Versteckte-Kamera-Show mit Jochen Schropp als Moderator (seit 2015)
- Doppelt kocht besser, Kochshow (seit 2022)
- Halbpension mit Schmitz, Comedyshow mit Ralf Schmitz und Pierre M. Krause (seit 2021)[6]
- Kühlschrank öffne dich! – Das Duell der Kochprofis, Kochshow mit Ruth Moschner (seit 2022)[7]
- Promi Big Brother, Realityshow mit Jochen Schropp und Marlene Lufen (ab 2018) (2013: Oliver Pocher und Cindy aus Marzahn) (seit September 2013)
- Stars in der Manege, Akrobatikshow mit Jörg Pilawa (seit 2022)[8]
- Promi Big Brother – Die Late Night Show, Late-Night-Show mit Jochen Bendel und Melissa Khalaj (seit 2021)
- The Biggest Loser, Abspeckshow mit Christine Theiss (seit März 2012), die 1. Staffel bei ProSieben, die 2.–3. Staffel bei kabel eins
- The Taste, Koch-Castingshow (seit November 2013)
- The Voice of Germany, Castingshow mit Thore Schölermann (1. Staffel: Stefan Gödde) (Kooperation mit ProSieben, seit 2011)[9]
- The Voice Kids, Castingshow für Kinder mit Thore Schölermann (seit 2013)

### Spielshow
- 99 – Eine:r schlägt sie alle!, Spielshow (seit 2021)
- Catch!, Fangen-Spielshow (seit 2018)
- Das 1% Quiz, Quizshow (seit 2023)
- The Floor, Quizshow (seit 2024)
- Die Gegenteilshow (seit 2021)
- Mein Mann kann, Spielshow mit Oliver Pocher und Christine Theiss (2010–2012: Britt Hagedorn und Harro Füllgrabe, 2013: Oliver Pocher und Christine Theiss, 2022: Daniel Boschmann) (seit Juli 2010)
- Quiz für Dich, Quizshow mit Jörg Pilawa (seit 2022)

## Fernsehserien

### Eigenproduktionen
- Die Dreisten Drei, Sketchshow (2003–2008, 2012; seitdem nur Wiederholungen)
- Die Landarztpraxis, Seifenoper mit Caroline Frier u. a. (seit 16. Oktober 2023)

### Fremdproduktionen

Logo von Navy CIS

- Navy CIS, US-Krimiserie (seit 2005)
- Navy CIS: L.A., US-Krimiserie (seit 2010)

## Sport

Logo von ran

### Aktuell
- ran racing: DTM und FIA Formel E-Weltmeisterschaft (Kommentar: Edgar Mielke und Tobi Schimon; Moderation: Lisa Hofmann, Andrea Kaiser und Andreas Killing; Experten: René Rast, Timo Scheider und Martin Tomczyk (DTM) sowie Christian Danner und Daniel Abt (Formel E))[10][11][12]
- ran – Sat.1 Boxen / Kickboxen: Unter anderem stehen Felix Sturm, Robert Stieglitz und Christine Theiss unter Vertrag,

Kommentar: Wolff Fuss (1998–2001, 2010) Alexander von der Groeben Boxen (seit 2011) Matthias Preuß Kickboxen (seit 2011)
- ran – Super Bowl: American-Football-Veranstaltung, Kommentar: Frank Buschmann u. a. (seit Februar 2012)
- Telekom Cup, Fußballwettbewerb (seit 2013) (Liga total!-Cup: 2010–2012; T-Home Cup: 2009) Kommentar Erich Laaser (2009), Wolff Fuss (2009–2011), Hansi Küpper (2010–2015), Holger Pfandt (2012–2014), Frank Buschmann (2015), Markus Götz (seit 2017) und Uwe Morawe (seit 2017)

### Ehemalig
- Sportclub, Sportmagazin (1991–1992)
- täglich ran, Fußballmagazin (1992, 2014)
- ranissimo, Fußballshow (1992–1997)
- ran – Sat.1 Bundesliga (auch: ran – Sat.1 Fußball), Fußballmagazin (1992–2003)
- Live ran, Fußball-Direktübertragungen (1992–2003)
- Jump ran, Basketballmagazin (1994–1995)
- ran fun, Sportshow (1995–1997)
- Fuxx, Fußball-Gala (1995–1999)
- Sportfreunde Pocher – Alle gegen die Bayern!, fünfteilige Fußball-Casting-Doku + Livespiel (2009)
- ran – Sat.1 Champions League, Ein Mittwochsspiel der UEFA Champions League pro Spieltag, sobald nur noch eine deutsche Mannschaft im Wettbewerb ist alle Spiele dieses Teams; Moderator Johannes B. Kerner, Experte: Franz Beckenbauer, Kommentar: Wolff Fuss (2009–2012)
- ran – Sat.1 Europa League, bis zu zwei Spiele der UEFA Europa League pro Spieltag; Moderator: Oliver Welke (2009–2012)
- ran Spezial: Knockout – Der Kampf seines Lebens, vierteilige Doku (2010)
- Das Duell – Alle gegen den BVB, vierteilige Fußball-Casting-Doku + Livespiel (2013)
- ran – Race of Champions: Autosportveranstaltung; unter anderem mit eigenem Team, Sat.1 Deutschland mit Timo Glock & Timo Scheider (2011–2012)
- ran Fußball: sieben K.o.-Spiele der Copa América Centenario 2016
- ran Fußball: sechs Vorrundenspiele der Fußball-Europameisterschaft 2016

## Spielfilme
Sat.1 zeigt am Montag- und Dienstagabend Spielfilme, welche als Zielgruppe vor allem Frauen ansprechen sollen. Aus diesem Grund werden meistens Komödien oder Liebesfilme ausgestrahlt.
Auch mittwochs, donnerstags und manchmal auch freitags zeigt Sat.1 unter dem Namen Der Sat.1 FILM, FILM ebenfalls Spielfilme, darunter bereits gezeigte Spielfilme, aber oft auch Free-TV-Premieren aus den USA und Deutschland.
In den Sommermonaten strahlt Sat.1 jeden Samstagabend um 20.15 Uhr 15 Spielfilme der Asterix-und-Obelix-Reihe aus.
Ab April 2010 werden diese allerdings jeden Samstag um 18.30 ausgestrahlt und ersetzen so Wiederholungen der Krimiserie K11 – Kommissare im Einsatz.
Der Sender bezeichnete ab Beginn der 1990er Jahre seine eingekauften Blockbuster donnerstags abends als Film Film. Später rückte der Termin auf Freitagabend und Sonntagabend. Noch heute werden einige größere Kinofilme so bezeichnet und durch einen zusätzlichen Teaser gekennzeichnet. Unter dem Label Die Kulmbacher Filmnacht (auch: Die lange Kulmbacher Filmnacht) wurden zwischen 1997 und 1998 Spielfilme werbefrei gezeigt. Weitere Reihen für Spielfilme waren zum Beispiel die WM der Gefühle (2006).
Daneben gab Sat.1 zwischen 1996 und 1997 Neuauflagen von deutschen Kinohits aus den 1950er-Jahren in Produktion, die als German Classics ausgestrahlt wurden. Es entstanden die vier Spielfilme Das Mädchen Rosemarie, Die Halbstarken, Es geschah am hellichten Tag und Charley’s Tante.
Zurzeit werden die Spielfilme jeden Dienstag (Der SAT.1 FILMFILM / Der große SAT.1 Film) und Samstag (Das SAT.1 Samstagskino) ausgestrahlt (Stand: 2015).

### Der große Sat.1-Film
In der Reihe Der große Sat.1-Film werden eigenproduzierte Spielfilme gezeigt. Bisher entstanden unter anderem folgende Spielfilme:
| Titel                                          | Genre                      | Erstausstrahlung   |
| ---------------------------------------------- | -------------------------- | ------------------ |
| Natascha – Wettlauf mit dem Tod                | Drama                      | 31. März 1996      |
| Diamanten küßt man nicht                       | Krimi, Komödie             | 4. Februar 1997    |
| Hurenmord – Ein Priester schweigt              | Thriller                   | 8. September 1998  |
| Verführt – Eine gefährliche Affäre             | Thriller                   | 2. März 1999       |
| Callboys – Jede Lust hat ihren Preis           | Thriller                   | 11. Mai 1999       |
| Ein Vater im Alleingang                        | Thriller                   | 14. September 1999 |
| Die Todesgrippe von Köln                       | Thriller                   | 5. Oktober 1999    |
| Morgen gehört der Himmel Dir                   | Drama                      | 16. November 1999  |
| Wie angelt man sich seinen Chef?               | Liebesfilm, Komödie        | 15. Februar 2000   |
| Ben & Maria – Liebe auf den zweiten Blick      | Liebesfilm                 | 28. März 2000      |
| Liebe pur                                      | Komödie                    | 14. Mai 2000       |
| Es geht nicht nur um Sex                       | Liebesfilm, Komödie        | 17. Oktober 2000   |
| Meine Tochter darf es nie erfahren             | Drama                      | 14. November 2000  |
| Klassentreffen – Mordfall unter Freunden       | Krimi, Komödie             | 20. Februar 2001   |
| Sind denn alle netten Männer schwul            | Komödie                    | 20. März 2001      |
| Kleiner Mann sucht großes Herz                 | Drama, Komödie             | 3. April 2001      |
| Das Baby-Komplott                              | Thriller                   | 15. Mai 2001       |
| Messerscharf – Tödliche Wege der Liebe         | Thriller                   | 5. März 2002       |
| Drei Frauen, ein Plan und die ganz große Kohle | Krimi, Komödie             | 30. April 2002     |
| Meine Tochter ist keine Mörderin               | Drama                      | 22. Oktober 2002   |
| Traumprinz in Farbe                            | Liebesfilm, Komödie        | 25. Februar 2003   |
| Der Auftrag – Mordfall in der Heimat           | Thriller                   | 8. April 2003      |
| Novaks Ultimatum                               | Krimi                      | 2003               |
| Ein Zwilling ist nicht genug                   | Liebesfilm, Komödie        | 27. Januar 2004    |
| Der Mustervater – Allein unter Kindern         | Komödie                    | 10. Februar 2004   |
| Mein Weg zu Dir heißt Liebe                    | Drama                      | 2. März 2004       |
| Schöne Männer hat man nie für sich allein      | Komödie                    | 13. April 2004     |
| Familie auf Bestellung                         | Komödie                    | 21. September 2004 |
| Liebe in der Warteschleife                     | Komödie                    | 5. Oktober 2004    |
| Das Zimmermädchen und der Millionär            | Liebesfilm, Komödie        | 12. Oktober 2004   |
| Liebe ohne Rückfahrschein                      | Liebesfilm, Komödie        | 9. November 2004   |
| Spezialauftrag: Kindermädchen                  | Komödie                    | 19. April 2005     |
| Mutter aus heiterem Himmel                     | Liebesfilm, Komödie        | 26. April 2005     |
| Die Braut von der Tankstelle                   | Liebesfilm, Komödie        | 11. Oktober 2005   |
| Ein Hund, zwei Koffer und die ganz große Liebe | Liebesfilm, Komödie        | 25. Oktober 2005   |
| Die Luftbrücke – Nur der Himmel war frei       | Drama                      | 27. November 2005  |
| Himmel über Australien                         | Action, Drama              | 16. Januar 2006    |
| Heiratsschwindlerin mit Liebeskummer           | Komödie                    | 14. März 2006      |
| Eine Liebe in Saigon (Zweiteiler)              | Drama                      | 11. April 2006     |
| Trau’ niemals deinem Schwiegersohn!            | Komödie                    | 16. Mai 2006       |
| Heute heiratet mein Ex                         | Liebesfilm, Komödie        | 26. September 2006 |
| Das total verrückte Wunderauto                 | Komödie                    | 16. Oktober 2006   |
| Geküsst wird vor Gericht                       | Komödie                    | 24. Oktober 2006   |
| Die Krähen                                     | Thriller                   | 14. November 2006  |
| Rettet die Weihnachtsgans                      | Komödie                    | 12. Dezember 2006  |
| Küss mich, Genosse!                            | Komödie                    | 23. Januar 2007    |
| Unter Mordverdacht – Ich kämpfe um uns         | Thriller                   | 6. Februar 2007    |
| Mord auf Rezept                                | Thriller                   | 13. Februar 2007   |
| Wie küsst man einen Millionär?                 | Liebesfilm, Komödie        | 27. Februar 2007   |
| Der geheimnisvolle Schatz von Troja            | Abenteuer                  | 19. März 2007      |
| Nur ein kleines bisschen schwanger             | Liebesfilm, Komödie        | 3. April 2007      |
| Noch ein Wort und ich heirate dich!            | Liebesfilm, Komödie        | 10. April 2007     |
| Liebe auf Kredit                               | Liebesfilm, Komödie        | 17. April 2007     |
| Beim nächsten Tanz wird alles anders           | Komödie                    | 15. Mai 2007       |
| Frühstück mit einer Unbekannten                | Komödie                    | 29. Mai 2007       |
| Wenn Liebe doch so einfach wär’                | Drama                      | 31. Oktober 2007   |
| Sind denn alle Männer Schweine?                | Komödie                    | 7. September 2010  |
| Callgirl Undercover                            | Liebesfilm, Komödie        | 14. September 2010 |
| Bei manchen Männern hilft nur Voodoo           | Liebesfilm, Komödie        | 19. Oktober 2010   |
| Mein Song für dich                             | Komödie                    | 23. November 2010  |
| Achtung Arzt!                                  | Liebesfilm, Komödie, Drama | 22. Februar 2011   |
| Flaschendrehen                                 | Komödie                    | 6. September 2011  |
| Die Hebamme                                    | Historienfilm              | 25. März 2014      |
| Zwei Familien auf der Palme                    | Komödie                    | 12. Februar 2015   |
| Einstein                                       | Krimi, Komödie             | 24. März 2015      |
| Dein Leben gehört mir                          | Thriller                   | 1. April 2019      |

## Ehemalige Eigenproduktionen
- 18:30 – Sat.1-Nachrichten, Hauptnachrichtensendung (1995–2004; Vorläufer von Sat.1 News)
- Die 2 – Anwälte mit Herz, Pseudo-Dokusoap (2011)
- 32Eins!, Rankingshow mit Andrea Kaiser (September 2011-Juni 2013)
- 5 mal 5, Spielshow (1993–1994)
- 5 vor 12, Umweltmagazin (1992)
- Abschied von Bernd Eichinger, TV-Event von der Trauerfeier für Bernd Eichinger (7. Februar 2011, ab 10.00 Uhr)
- Affengeil - Tiere ganz privat, Comedysendung, später auch Oberaffengeil genannt (1993–1995)
- Akte 20.11 Spezial, Magazin mit Ulrich Meyer (März – Juni 2011)
- Akte Ärztepfusch, Magazin mit Ulrich Meyer (Januar – Februar 2013)
- Akte Schicksal, Magazin mit Ulrich Meyer (März 2009 – Januar 2011)
- Akte Thema – Wissen was zu tun ist, Magazin mit Ulrich Meyer (2011–2013)
- Akut, Infomagazin (1992–1993)
- Alarm!, Kriminalmagazin (1994)
- Alles Liebe oder was?. Kuppelshow (1994–1995)
- Alles Tester im Einsatz, Service Doku (2007–2009)
- Alles Tiki?!, Kindersendung (1995–1996)
- alSo – Politik zum Mitreden, Politmagazin (1993–1994)
- Alt & durchgeknallt, Sketchshow (2003, Wiederholungen: 2004–2007)
- Angesagt!, Programmvorschau für die nächste Woche (1991)
- Anke Late Night, Late-Night-Show (2004)
- Anna und die Liebe, Telenovela mit Jeanette Biedermann u. a. (25. August 2008–27. Januar 2012)
- Annica Hansen – Der Talk, Talkshow mit Annica Hansen (2012)
- Anwälte im Einsatz, Pseudo-Anwaltserie (2013–2018, Wiederholungen bis 2021)
- Anwälte im Einsatz – Spezial Pseudo-Anwaltserie (2015)
- APF Blick, Nachrichten (1984–1986; Vorläufer von Sat.1 Blick)
- Das Arbeitsstier, Sketchshow (2003, 2007)
- Auf Brautschau im Ausland, Doku-Soap mit Claudia Bischoff (Juni 2012-Mai 2013)
- Auf Streife – Spezial, Scripted Reality (2015)
- Auf und davon, Reisemagazin (1989–1990)
- Auf Videosehen, Videomagazin (1989–1991)
- Aus der Zauber – Die geheimen Tricks der großen Magier, Dokureihe (1998–1999)
- AXN, Actionmagazin (1999)
- Babyalarm! Teeniemütter in Not, mit Simone Tabke (September – Oktober 2011)
- Badesalz, Comedyshow (1999–2001)
- Banzai – Die schrägsten Wetten aller Zeiten, Comedyshow (2001–2002)
- Barilla Comedy-Küche, Comedy-Kochshow (2000)
- Der Bastelkönig, Familienshow mit Ulla Kock am Brink (Mai 2011)
- Baupfusch – Familien in Not, mit Joachim Schulz (August – September 2011)
- Bayern Journal (1992 bis November 2009): Regionalfenster am Samstag mit Nachrichten aus und für Bayern
- Bezaubernde Cindy, Überraschungsshow mit Cindy aus Marzahn (2013)
- The Big Kick, Comedyshow (2004)
- The Biggest Loser Teens, Abspeckshow für Jugendliche mit Christine Theiss (September 2014 bis Oktober 2014)
- Bingo, Spielshow (1991–1992)
- Bitte melde dich!, Vermisstensuche (1992–1999)
- Bleib gesund, Gesundheitsmagazin (1992–1993)
- Blind Dinner, Talksendung (2001)
- Blitzlicht, Boulevardmagazin (1998–1999)
- Bodo Bach – Bei Anruf lachen, Comedyshow (2001)
- Bravo TV, Jugendprogramm (1984–1986; später auch bei RTL II, ZDF und ProSieben)
- Briskos Jahrhundert-Show, Comedyshow (1999–2000)
- Britt – Der Talk (2001–2013, 2022–2023), früher bekannt als Britt – Der Talk um eins[13][14]
- Bube, Dame, Hörig, Spielshow (1996–1999)
- Buchstaben Battle, Comedy-Quizshow (2020–2022)
- BUNTE Talkshow, Talksendung (1985–1986)
- BZZZ – Singles am Drücker, Kuppelshow (1997–1998)
- Champions Day – Die Show der Besten, Unterhaltungsshow (2001)
- Die Chance deines Lebens, Unterhaltungsshow (2000)
- Chartbreak Hotel, Comedy-Musiksendung (2005–2006)
- Chiemgauer Volkstheater, Volkstheaterreihe (1992–1993; später im Bayerischen Fernsehen)
- Cindy aus Marzahn – Pink is bjutiful!, Bühnenprogramm mit Cindy aus Marzahn (Oktober 2014)
- Cluedo – Das Mörderspiel, Ratespiel (1993)
- C. O. P. S. – Die Comedy Pannenshow, Comedyreihe (2003–2005)
- Comedykids, Sketchshow (2002–2003)
- Danke Anke!, Familienshow (1998–2003)
- Darüber lacht die Welt, Comedyshow (1998–2002)
- Das verrückte Körperquiz, Spiel-Quiz-Show mit Thore Schölermann und wechselnden Gästen (2014)
- Deal or No Deal, Spielshow mit Guido Cantz (2005–2008); mit Wayne Carpendale (2014–2015)
- Deutschland gegen … – Das Duell, Unterhaltungsshow mit Johannes B. Kerner (2010–2011)
- Deutschland gegen ... – Die Revanche, Unterhaltungsshow mit Matthias Killing (2013)
- Deutschland heute morgen, Frühstücksfernsehen (1993–1999; Vorläufer von Sat.1-Frühstücksfernsehen)
- Deutschland ist schön, Comedyshow mit Jürgen von der Lippe (2007)
- Deutschlands dümmste Gauner, Comedyshow (1999)
- Deutschlands wahre Helden, Familienshow (2001–2003)
- Der Dicke und der Belgier, Sketchshow (1998)
- Die Comedy-Falle, Comedyshow (2005–2010)
- Die perfekte Minute, Spielshow mit Ulla Kock am Brink (2010–2012); mit Thore Schölermann (2014)
- DNA unbekannt – Familiengeheimnissen auf der Spur, mit Karen Heinrich (Januar 2012)
- Drauf und dran, Kuppelshow (1993)
- Drei in einem Bett (Oktober 2011)
- Drops!, Kinder-Gameshow (1991–1993)
- Dröschers Tierwelt, Tierreihe (1992)
- Duell der Stars – Die Sat.1 Promiarena, Spielshow mit Jochen Schropp (2017)
- Echt wahr!, Homevideo-Show (1998–2002)
- Ei verbibbsch – Das Comedy-Kombinat, Sketchshow (2004)
- Eine Anwältin für alle Fälle, Pseudo-Doku (August – November 2010)
- Einer wie keiner, Familienshow (1996)
- Einfach Verona, Personality-Show (2001)

Logo von Eins gegen Eins

- Eins gegen Eins, Polit-Talkshow mit Claus Strunz (2011 bis 2013)
- Einsatz in Köln – Die Kommissare (2016)
- Einspruch!, Talksendung (1992–1994)
- Elmis witzige Oldie-Show, Comedy-Musikshow (1996–1998)
- ErmittlungsAKTE – Dem Verbrechen auf der Spur, mit Ulrich Meyer (April 2010 – November 2013)
- Ernst-Marcus Thomas – Der Talk, Talkshow mit Ernst-Marcus Thomas (2012)
- Erben gesucht, Magazin (1994)
- Erziehungs-Alarm!, mit Andrea Göpel (Februar 2012)
- F.A.Z.etten, Magazin der FAZ (1986)
- F.A.Z.IT – Ein Sonntagsmagzin, Magazin der FAZ (1985–1986)
- Fahndungsakte – Die Suche nach Deutschlands gefährlichsten Verbrechern, Kriminalreihe (1997–2000)
- Die Fahrschule, Doku-Soap (1999)
- Familien-Alarm!, mit Andrea Göpel (Januar – Februar 2012)
- Familien-Fälle, Pseudo-Dokusoap (2012–2014)
- Familie Wurst, Doku-Soap (2003)
- Family Date, Kuppelshow (2003–2004)
- Feste feiern, Heimatmusik (1989–1991)
- Feuersteins Reisen, Reisereportagen (1996)
- Ein flotter Dreier, Familienserie (1996–2000)
- Die Flutkatastrophe – Angst und Hoffnung, Sondersendung zum Hochwasser in Deutschland u. a. mit Marc Bator (12. Juni 2013, ab 19.30 Uhr)
- Die Flutkatastrophe – Opfer und Helden, Sondersendung zum Hochwasser in Deutschland u. a. mit Marc Bator (8. Juni 2013, ab 19.00 Uhr)
- Fort Boyard – Ein Spiel für Abenteurer, Gameshow (1990–1991)
- Frank & frei, Familiensendung (1990–1991)
- Franklin – Der Talk um 11, Talksendung (2000–2005)
- Franz trifft …, Talksendung (1995)
- Frei wie der Wind, Abenteuerreihe (1995–1998)
- Fröhlicher Frühling, Satirische Frühjahrsshow mit Bastian Pastewka und Anke Engelke (2011)[15]
- Fröhliche Weihnachten, Satirische Weihnachtsshow mit Bastian Pastewka und Anke Engelke (2007/2009)
- Game of Games, Spielshow mit Bülent Ceylan (September–Oktober 2018, Wiederholungen bis 2020)
- Games World, Kinder-Gameshow (1994–1995)
- Games World Live, Interaktive Kinder-Gameshow (1994)
- Geh aufs Ganze!, Gameshow (1992–1997, seit 2021; später auch bei kabel eins)
- Genial daneben – Die Comedy Arena, Comedyshow (2003–2011, 2017–2021, mit Hugo Egon Balder)
- Genial daneben – Das Quiz, Comedy-Quizshow (2018–2020)
- Genial oder Daneben?, Comedy-Quizshow (August – Dezember 2020)
- Girlscamp, Realityshow (2001)
- Glücklich geschieden, Partnershow (1992)
- Glücksrad, Spielshow (1988–1998; später auch bei kabel eins und 9Live)
- Glücksrad-Gala, Spielshow (Spin-Off des Glücksrads; 1993–1996)
- Glücksspirale, Fernsehlotterieshow (1996–2001)
- Das Goldene Ei, Spielshow (1995–1996)
- Goldene Hitparade der Volksmusik, Volksmusikshow (1992–1993)
- Die goldene Schlagerparade, Schlagershow (1992–1994)
- Der goldene Schuss, Gameshow (1987–1989)
- Die Gong Show, Talenteshow (2003–2007)
- Gossip – Das Entertainment-Magazin, Magazin (September–Oktober 2014)
- Gottschalks Hausparty, Unterhaltungssendung (1995–1997)
- Gottschalk kommt!, Unterhaltungssendung (1998–1999)
- Got to Dance, Talentshow mit Johanna Klum (Kooperation mit ProSieben, 2013–2014); dritte Staffel nur auf ProSieben
- Gräfin gesucht – Adel auf Brautschau, Unterhaltungsshow mit Marlene Lufen (2008–2009)
- Das große Allgemeinwissensquiz, Unterhaltungsshow mit Johannes B. Kerner (Mai – Dezember 2011)
- Der große deutsche Prominenten-Buchstabiertest, Spielshow (2004)
- Die große Disney-Quizshow, Familienshow mit Kai Pflaume (2010) / Harro Füllgrabe (2011) / Daniel Boschmann (2012)
- Grünberg und Kuhnt, Pseudo-Ermittlerserie (2020)
- Gut drauf, Fitnessmagazin (1994–1995)
- Guten Abend, Deutschland, Hauptnachrichtensendung (1991–1992; Vorläufer von Sat.1 Newsmagazin)
- Guten Morgen mit Sat.1, Frühstücksfernsehen (1987–1993; Vorläufer von Deutschland heute morgen)
- Halli Galli, Unterhaltungsshow (1993)
- Hallo Berlin, Infotainmentmagazin (1987–1991)
- Hamster-TV, Tiersendung (1997)
- Happy Friday, Sketchshow (2004)
- Die Harald Schmidt Show, Late-Night Show (1995–2003, 2011–2012)
- Hart und heftig, Comedyshow (2002)
- Hast du Worte!?, Gameshow (1996–1999)
- Hausmeister Krause – Ordnung muss sein, Comedyserie mit Tom Gerhardt (1999–2008)
- Der Heinz-Sielmann-Report, Umweltmagazin (1993–1994)
- Heiter weiter, Ratesendung (1990)
- Der heiße Brei, Comedyshow (2005–2006)
- Helft mir! Letzter Ausweg Jugendamt, Pseudo-Jugendamtsendung (2013)[16]
- Die Hella Von Sinnen Show, Comedyshow (2006)
- Hell’s Kitchen, Koch-Show mit Frank Rosin (2014)
- Helmut & Helmuth – Die Zweierkette, Comedyshow (2001)
- Die hemmungslosen Sechs, Sketchreihe (1992)
- Herrmann, Talksendung (1993)
- Herz ist Trumpf, Kuppelshow (1992–1993)
- Herz & Schnauze, Tiermagazin mit Andrea Kaiser (2012–2013)
- Hilfe – Ich bin pleite! Letzte Rettung Pfandleiher, Pseudo-Dokusoap (Januar – Februar 2013)
- Ich bekenne, Psychologiesendung (1993)
- Im Namen der Gerechtigkeit, Scripted Reality (2013–2015)
- In Gefahr – Ein verhängnisvoller Moment, Pseudo-Vorabendserie (2014–2016, 2017 auf Sat.1Gold)
- Inselduell, Spielshow (2000)
- Jeder gegen Jeden, Gameshow (1996–2000)
- Jetzt geht’s um die Wurst! Das große Promi-Grillen, Familienshow (2005)
- Jetzt reicht’s, Verbrauchershow (1997–1999)
- Jetzt sind Sie dran!, Spielshow (1996–1997)
- Jetzt wird’s schräg, Improvisationscomedy-Spielshow mit Jochen Schropp und wechselnden Gästen (Juli 2014–2015, Wiederholungen bis 2018)
- Verzeih mir – mit Julia Leischik, Real Life Doku mit Julia Leischik (2016)

- Jörg Pilawa, Talksendung (1998–2000)
- Junges Glück, Familienshow (1997)
- Jürgen von der Lippe live, dreiteilige Comedyreihe (2007)
- Jux & Dallerei, Satireshow (1992–1994; Spin-Off der RTL-Show Dall-As)
- K – Verbrechen im Fadenkreuz, Kriminalmagazin (1992–1994)
- K11 – Kommissare im Einsatz, Pseudo-Ermittlerserie (2003–2013)
- K11 – Die neuen Fälle, Pseudo-Ermittlerserie (2020–2022)
- Kallwass greift ein!, Pseudo-Psychologiesendung mit Angelika Kallwass (2013 / 2001–2013 als „Zwei bei Kallwass“)
- Kämpf um deine Frau!, Unterhaltungssendung (2005)
- Keep Your Money, Spielshow mit Wayne Carpendale (2015, 1 Folge); 2010–2013 unter Rette die Million! auf ZDF
- Kerner (auch: Johannes B. Kerner), Talksendung (1996–1998)
- KERNER, wöchentliches Magazin mit Johannes B. Kerner (November 2009 bis Dezember 2011)
- Kilo-Alarm!, mit Andrea Göpel (Dezember 2011 – Januar 2012)
- Kinder-Glücksrad, Kinder-Spielshow (1992; Spin-Off vom Glücksrad)
- Kino News, Kinomagazin (1989–1992)
- Klatsch TV, Talksendung (2004)
- Kleine ganz groß, Familienshow (2002–2003)
- Klipp-Klapp – Der Clip-Club, Homevideoshow (1992–1993)
- Knallerfrauen, Sketchshow mit Martina Hill (November 2011–2015, –2021 Wiederholungen)
- Knallerkerle, Sketchshow mit Antoine Monot, Jr. (seit April 2017, –2022 Wiederholungen)
- Knops Spätshow, Comedyshow (2002)
- Köpfchen, Köpfchen, Quizshow (1989–1991)
- Krankenhaus Lichtenberg, Doku-Soap (2001)
- Kronzucker unterwegs, Reisereportagen (1992–1993)
- Krypton Faktor, Ratespiel (1991)
- Ladykracher, Sketchshow mit Anke Engelke (2002–2003/2008–2013; seitdem nur Wiederholungen –2018)
- Ladyland, Comedyreihe mit Anke Engelke (2006)
- Land sucht Liebe, Kuppelshow mit Caroline Kunath (Juni 2012 – Mai 2013)
- Let the music play, Musikquiz mit Amiaz Habtu (2021–2022)
- Lenßen, Pseudo-Doku (März–Juni 2012; 2003–2009 als „Lenßen & Partner“)
- Lenßen & Partner, Ermittlerserie (2003–2009; März – Juni 2012 als „Lenßen“)
- Liebe Nachbarn, böse Nachbarn (auch: Gute Nachbarn, schlechte Nachbarn), Satireshow (1999–2000)
- Luke! Das Jahr und ich, Comedy-Jahresrückblick mit Luke Mockridge (Dezember 2016, Dezember 2017, Dezember 2018)
- Luke! Die Woche und ich, Comedyshow mit Luke Mockridge (März 2015–November 2018)
- Luke! Die Greatnightshow, Comedyshow mit Luke Mockridge (September 2019–April 2021)
- Liebes-Alarm!, Doku-Soap mit Andrea Göpel (2011–2013)
- M – Ein Männermagazin, Magazin (1985–1988; später bei RTLplus)
- Maddin in Love, Comedyserie mit Martin Schneider (2007)
- Mann-O-Mann, Unterhaltungssendung (1992–1996)
- Marktwert, Verbrauchersendung (1991)
- Markus Maria …, Comedyreihe (2003–2005)
- Mensch Markus, Sketchshow mit Markus Maria Profitlich (2002–2007; seitdem nur Wiederholungen –2017)
- Mein großer dicker peinlicher Verlobter, Doku-Soap (2005)
- Mein dunkles Geheimnis, Scripted Reality (seit 2013)
- Meister der Comedy … erklären die Welt!, zweiteilige Comedyreihe (Mai 2007)
- Mensch, Dino, Kindersendung (1991)
- Die Menschen hinter den Schlagzeilen, Talksendung (1995)
- Messie-Alarm!, mit Andrea Göpel (September – Oktober 2011)
- Meyer & Schulz – Die ultimative Ost-Show, Nostalgieshow (2003)
- Mieter in Not, Real Life Doku mit Barbara Eligmann (September 2012 – Juli 2013)
- Die Mike Krüger Show, Comedyshow (1991–1993)
- Mila, Telenovela mit Susan Sideropoulos u. a. (7.–18. September 2015, danach auf sixx)
- Millionärswahl, Castingshow mit Elton und Jeannine Michaelsen (Kooperation mit ProSieben, 2014)
- Der MillionenDeal, Spielshow (2004; Vorläufer von Deal or No Deal)
- Das Millionenquiz, Rateshow (2000)
- Million Dollar Shootingstar, Model-Show mit Bar Refaeli und Peyman Amin (November/Dezember 2012)
- Mircomania, Comedyshow (2001)
- Mitten in Europa – Deutsche Geschichte, Geschichtsmagazin (1989)
- Mord mit Ansage – Die Krimi-Impro Show, Improvisationscomedyshow (März 2018–Dezember 2020, Wiederholungen –2021)
- Motorwelt – Das ADAC-Magazin, Automagazin (2002; Vorläufer von Sat.1-Automagazin)
- Music News, Musikmagazin (1990–1991)
- musicbox, Musiksendung (1985–1986)
- Die MyVideo-Show, Homevideos aus dem Internet mit Annika Kipp (2006–2007)
- Nachbar gegen Nachbar, Pseudo-Dokusoap (2012)
- Eine neue Liebe ist wie ein neues Leben, Doku-Soap (2000)
- Newsmaker, Infotainmentmagazin (1999–2000)
- Newtopia, Realityshow (Februar bis Juli 2015)
- Niedrig und Kuhnt – Kommissare ermitteln, Pseudo-Ermittlerserie (2003–2013)
- No Sports, Late-Night-Show (1994)
- Nun sagen Sie mal, Talksendung (1987)
- Nur die Liebe zählt, Kuppelshow mit Kai Pflaume (1995–2011); mit Wayne Carpendale (2014–2015)
- Die Oliver Pocher Show, Late-Night-Show mit Oliver Pocher (2009–2011)
- Ottis Oktoberfest (auch: Ottis Wiesn Hits), Familienshow (2002–2003)
- Pack die Badehose ein, Spielshow (1994–1996)
- Die Pannen-Show, Comedyreihe (1998–2001)
- Pastewka, Comedyserie mit Bastian Pastewka (2005–2014; seitdem nur Wiederholungen –2018)
- Paul Panzers Comedy Spieleabend, Comedy-Spielshow mit Paul Panzer (März 2017 – Februar 2018)
- Patchwork Family, Scripted-Reality-Soap (2013)[17]
- Peter Imhof, Talksendung (2000–2001)
- Pin – Das Peoplemagazin, wöchentliches Magazin (Oktober – November 2012)
- Phantastische Phänomene, Mysterymagazin (1992–1993)
- Planetopia, Reportagemagazin mit Markus Appelmann (Juni 1998 – September 2014)
- Plötzlich arm, plötzlich reich (2018–2021)
- Post für dich, Partnershow (2002)
- Pretty in Plüsch, Musik-Unterhaltungsshow mit Michelle Hunziker (2020)
- Profitlich Live, Comedyshow (2003)
- Promi ärgere dich nicht, Familienshow mit Hugo Egon Balder und Hella von Sinnen (2005–2008)
- Promis unter Palmen, Realityshow (2020–2021)
- Punkt, Punkt, Punkt, Gameshow (1992–1994)
- Pures Leben – Mitten in Deutschland, Pseudo-Dokusoap (2009–2010, 2012–2013)
- Push – Das Sat.1-Magazin, Magazin (2007–2012 als „Das Sat.1-Magazin“; Mai – Oktober 2012)
- Quadriga, Nachrichtenmagazin (1991–1992)
- Die Quiz Show, Gameshow (2000–2004)
- Quizfire, Quizshow (2001–2003)
- Rabenmütter, Sketchshow (seit September 2016 – 2020, Wiederholungen –Mai 2022)
- Rache ist süß, Familienshow (1998–2001)
- Retter, Realityshow (1992–1994)
- Richterin Barbara Salesch, Pseudo-Gerichtsshow (1999–2012)
- Richter Alexander Hold, Pseudo-Gerichtsshow (2001–2013)
- Richter und Sindera, Pseudo-Polizeiserie (2020–2022)
- Ricky!, Talksendung (1999–2000)
- Riskier’ was, Gameshow (1993–1995)
- Das R-Team – Die rüstige Rentner-Comedy (2010)
- Sachen zum lachen, Comedyreihe (1993)
- Sag ja! – Heute heiratest du, Familienshow (2001–2002)
- Sat.1 Adventskalender, Infotainmentmagazin (2001; Vorläufer von Schlag 6)
- Sat.1 Adventsspecial, Nachmittagsmagazin mit Annika Kipp (Dezember 2012)[18]
- Sat.1 am Abend, Nachrichtenmagazin mit Gaby Papenburg (2006–2007)
- Sat.1 am Mittag, Magazin mit Mareile Höppner (2006–2007)
- Sat.1 Blick, Nachrichten (1986–1992; Vorläufer von Sat.1 News)
- Sat.1 Nachrichten, Hauptnachrichtensendung (2008–2023)
- Sat.1 News, Nachrichten (1992–1994; wurde 2004 fortgesetzt)
- Sat.1 Newsmagazin, Hauptnachrichtensendung (1993–1995; Vorläufer von 18:30 – Sat.1-Nachrichten)
- Das Sat.1-Magazin, Magazin (2007–2012; Vorläufer von Push – Das Sat.1-Magazin)
- Sat.1-Teleshop, Dauerwerbesendung (1988–1991)
- Schillerstraße, Improvisationscomedy (2004–2007 mit Cordula Stratmann, 2009–2011 mit Jürgen Vogel)
- Schlag 6, Infotainmentmagazin (2001–2002)
- Schmitz komm raus!, Sketchshow mit Ralf Schmitz (2007)
- Schönheits-Alarm!, mit Andrea Göpel (Januar – Februar 2012)
- Schreinemakers Live, Talksendung (1992–1996)
- Schuldig! – Schicksale vor Gericht, Gerichtsreihe (2003)
- Schwarz Rot Pink, Bühnenshow mit Cindy aus Marzahn (2014–2015)
- Schwer verliebt, Kuppelshow 2011–2013 mit Britt Hagedorn bzw. 2013–2014 mit Maxi Arland (Juli 2011 bis Februar 2014)
- Sechserpack, Sketchshow (2003–2009)
- Secret Eaters, Real Life Doku mit Silke Kayadelen (Juni/Juli 2013)
- Show des Monats, Familienshow (2003)
- Sketch-Mix, Sketchshow (2002–2003)
- Die Ski-Schule, Doku-Soap (2001)
- So gesehen, Kirchenmagazin (seit 1989)
- Sommer, Sonne, Sat.1, Open-Air-Show (1997)
- Sommer sucht Sprosse, Kuppelshow (1996)
- Sonja, Talksendung (1997–2001)
- SOS Garten, mit der Gartenexpertin Andrea Göpel, (August – September 2011)
- Sportfreunde Pocher – Alle gegen die Bayern, Castingshow mit Oliver Pocher (2009)
- Spot, Infotainmentmagazin (1997)
- Spot On!, Dauerwerbesendung (1998–1999)
- Spottschau, Kabarett (1992–1993)
- Spiegel TV Reportage, Reportagemagazin (1990–2020)
- Spy Cam – Die Sketch Comedy, zweiteilige Comedyreihe (Mai 2007)
- Star Search – Das Duell der Stars von morgen, Talenteshow (2004)
- Star Wosch, Comedyshow (2000)
- Stars – Die AIDS-Gala, Benefizshow (2001–2003)
- STARS & stories, Promimagazin mit Verena Wriedt (2009–2011)
- Stellungswechsel: Job bekannt, fremdes Land, Doku-Soap (Februar 2013), 2011–2012 bei Kabel eins
- Steven liebt Kino (2013–2015), Moderation: Steven Gätjen (ProSiebenSat.1 Media – Format)
- Die strengsten Eltern der Welt, Doku-Soap (Juli 2012 bis März 2014), vorher und danach bei Kabel eins
- Ströhleins Experten, Comedy-Gameshow (2002–2003)
- Die Stunde der Wahrheit, Spielshow (1999–2003)
- Super !!!, Infotainmentmagazin (1994–1995)
- Die Superfans, Familienshow (2005)
- Die Superlehrer, Doku-Soap (Juni – August 2009)
- Switch reloaded, Parodie-Sketchshow (2007–2012 auf ProSieben; 2014–2021 Wiederholungen)
- Talk im Tudio, Comedyshow (2005; Vorläufer von Der heiße Brei)
- Talk im Turm und Talk im Turm – Spezial, Talksendung (1990–1999, 2005)
- Telebörse, Wirtschaftsmagazin (1987–1992; später auch beim DSF und n-tv)
- Tele-Kiosk, Infotainmentmagazin (1985)
- Telethema Auto, Telethema Kultur, Telethema Natur, Telethema Umwelt und Telethema Wirtschaft, Infomagazine (1987–1989)
- The Voice Senior, Castingshow mit Thore Schölermann und Lena Gercke (2018–2019)
- Tierisch verliebt, Kuppelshow mit Sonya Kraus (2013)
- Toto & Harry – Die Zwei vom Polizeirevier, Doku-Soap (2007–2008)
- Traumreisen, Reisemagazin (1990–1993)
- Treibstoff, das aktuelle Motormagazin (1986)
- Total gesund! Mit Britt und Dr. Kurscheid, Ratgebermagazin (2017–2018)
- Unser kleines Theater, Volkstheater (1989–1991; wurde bei RTL als Peter Steiners Theaterstadl fortgesetzt)
- Unter Einsatz ihres Lebens, Realityshow (1994)
- Urteil Mord – Spurensuche hinter Gittern, Krimi Doku (März – April 2010)
- Vera am Mittag (Wiederholungen mit dem Titel Vera), Talkshow mit Vera Int-Veen (seit 1996; Wiederholungen)
- Verdächtig – Die Wahrheit liegt im Verborgenen, Scripted Reality (2016)
- Verdächtig – Detektei Wolloscheck deckt auf, Scripted Reality (2016)[19]
- Verbrechen, die Geschichte machten, Dokureihe (1996–1997)
- Verrückte Welt, Reportagemagazin (1999)
- Verzeih mir, Realityshow (1998–1999; bereits 1992–1994 auch bei RTL)
- Voll witzig, Spielshow (1999–2000)
- Vom eigenen Vater entführt – Mütter kämpfen um Ihre Kinder, mit Andrea Göpel (Februar 2012)
- Volles Haus! Sat.1 Live, Nachmittagsmagazin (2023)
- Von Herz zu Herz, Familienshow (1991)
- Vorsicht Kamera!, Familienshow (1991–1994)
- Vorsicht Kamera – Das Original, Familienshow (1997–2003)
- Die Wachmänner – Vier Augen sehen mehr, Comedy (2003)
- Wahr oder unwahr, Spielshow (1997)
- Wahre Wunder, Mysterysendung (1990)
- Was denkt Deutschland?, Comedymagazin (2005–2006)
- Was geschah wirklich?, Dokureihe (1994–1996)
- Was guckst du?! / Guckst du weita?, Sketchshow mit Kaya Yanar (2001–2005; bis 2014 nur Wiederholungen)
- Was weiß ich?!, Spiel-Quiz-Show mit Stefan Gödde (2014, 2 von 4 Folgen ausgestrahlt)
- Weck Up, Morgenmagazin am Sonntag mit Olli Briesch (Juni 1998 – September 2014)
- Weibsbilder, Sketchshow (2006–2007; seitdem nur Wiederholungen –2019)
- Die Weltgeschichte des Tierfilms, Dokureihe (1996–1997)
- Weltweit, Nachrichtenmagazin (1991)
- Wenn Sie lachen, ist es Oschmann, Comedyshow (2004)
- Wer heiratet den Millionär?, Familienshow (2001)
- Wer zuletzt lacht – Der komische Jahresrückblick (2001–2006)
- William & Kate – Die Märchenhochzeit des Jahres, TV-Event von der Hochzeit von Prinz William und Kate Middleton (29. April 2011, ab 9.00 Uhr)
- The Winner Is …, Talent-Game-Show mit Linda de Mol (April – Mai 2012)
- Wir müssen reden!, Improvisationscomedy (2010)
- Wir machen ein Baby, Doku-Soap (2003)
- Wirtschaftsforum, Wirtschaftsmagazin (1993)
- WWW – Die Witzigsten Werbespots der Welt, Comedyshow (1996–2008)
- Die Wochenshow, Sketchshow (1996–2002, 2011)
- Wunder Wildnis, Dokureihe (1993–1994)
- XXO – Fritz & Co, Gameshow (1995)
- Yes we can Dance, Castingshow mit Kai Pflaume (Mitte September – Oktober 2009)
- You Can Dance!, Talenteshow (2006–2007)
- Zack! Comedy nach Maß, Sketchshow mit Volker Michalowski (2005–2008)
- Zahlen und Buchstaben, Unterhaltungssendung (1985)
- Zapp, Spielshow (1991)
- Zeugen gesucht – mit Julia Leischik, mit Julia Leischik (Januar 2012)
- Zoff – Jetzt sagen wir was!, Kinder-Talkshow (1993–1994)
- Zur Sache, Kanzler, Interviewreihe (1993–1994)
- Zwischen Himmel und Erde, Magazin für Bergsteiger (1993)
- Zwei bei Kallwass, Pseudo-Psychologiesendung mit Angelika Kallwass (2001–2013 / 2013 als „Kallwass greift ein!“)

## Ehemalige Fernsehserien

### Eigenproduktionen
Bereits 1985, im zweiten Sendejahr, begann Sat.1 eigene Fernsehserien zu entwickeln. Als erstes Ergebnis gilt es die 54-teilige Seifenoper Galerie Buecher zu nennen, die wöchentlich bis 1986 ausgestrahlt wurde. 1995 wurde mit So ist das Leben! Die Wagenfelds auch die erste Tägliche Vorabendserie von Sat.1 produziert, die weitere Serien dieser Art (wie z.b Verliebt in Berlin) nach sich zog. Siehe auch: Liste von Sat.1-Vorabendserien Weitere, zum Teil sehr erfolgreiche, Serien waren:
- A.S. – Gefahr ist sein Geschäft (auch Steins Fälle), Krimiserie (1995–1998)
- Allein unter Bauern, Familienserie (2007)
- Anke, Comedyserie (1999–2001)
- Alles oder nichts, Seifenoper (2018–2019)
- Anna Maria – Eine Frau geht ihren Weg, Dramaserie (1994–1997)
- Die Anstalt – Zurück ins Leben, Arztserie (2002)
- Auf Herz und Nieren, Arztserie (September bis Oktober 2012)
- Auf Messers Schneide, Arztserie (1993)
- Axel! will’s wissen, Comedyserie (2005–2006)
- Ein Bayer auf Rügen, Krimiserie (1993–1997)
- Benzin im Blut, Actionserie (1999)
- Der Bergdoktor, Arztserie (1992–1999)
- Bewegte Männer, Comedyserie (2003–2006)
- Bis in die Spitzen, Dramaserie (2005–2006)
- Blond: Eva Blond!, Krimireihe (2002–2004, 2007)
- Broti & Pacek – Irgendwas ist immer, Comedyserie (2002–2004)
- Crossing Lines, Krimiserie (August 2013 bis Dezember 2015)
- Der Bulle von Tölz, Krimiserie mit Ottfried Fischer u.a (1995 bis 2009)
- Der Clan der Anna Voss, Familienserie (1995)
- Der Cop und der Snob, Krimiserie (Oktober bis November 2012)
- Die Couch-Cowboys, Comedyserie (2002)

Logo von Danni Lowinski

- Danni Lowinski, Anwaltsserie mit Annette Frier u.a (April 2010 bis September 2014)
- Der Doc – Schönheit ist machbar, Comedyserie (2001)
- Die Drei, Krimiserie (1996–1997)
- Edel & Starck, Anwaltsserie (2002–2005)
- Eine wie keine, Daily Soap mit Marie Zielcke u.a (2009 bis 2010)
- Ein Fall für den Fuchs, Krimiserie (2005–2006)
- Ein Fall für Dr. Abel, Kriminalfilmreihe mit Tim Bergmann u. a. (2018)
- Einstein, Krimiserie mit Tom Beck u. a. (Januar 2017 bis März 2019)
- Es kommt noch dicker, Comedyserie (September bis Oktober 2012)
- Fieber – Ärzte für das Leben (auch: Heiße Zeit für junge Ärzte), Arztserie (1998–1999)
- Finanzamt Mitte – Helden im Amt, Comedyserie (2002)
- Frauenherzen, Comedyserie (2015)
- Freunde wie wir, Familienserie (1999–2004)
- Galerie Buecher, Soap (1985–1986)
- Geliebte Schwestern, Seifenoper (1997–1998)
- Hallo Onkel Doc!, Arztserie (1994–2000)
- Hand aufs Herz, Telenovela (2010–2011)
- HeliCops – Einsatz über Berlin, Actionserie (1998–2001)
- Hilfe! Hochzeit! – Die schlimmste Woche meines Lebens, Comedyserie (2007)
- Die Hinterbänkler, Comedyserie (2002)
- Im Visier der Zielfahnder, Krimiserie (2002)
- Inspektor Rolle, Krimireihe (2002, 2004)
- Julia Durant ermittelt, Kriminalfilmreihe mit Sandra Borgmann u. a. (2018–2019)
- Justitias kleine Fische, Gerichtsserie (1988–1991)
- Josephine Klick – Allein unter Cops, Krimiserie mit Diana Amft u.a (Mai 2014 bis September 2015)
- Katrin ist die Beste, Familienserie (1997)
- Klinik am Alex, Arztserie (2009, 2012)
- Klinikum Berlin Mitte – Leben in Bereitschaft, Arztserie (2002)
- Kommissar Rex, Krimiserie (1994–2004)
- Der König, Krimiserie (1994–1996)
- König von Kreuzberg, Comedyserie (2005)
- Der König von St. Pauli, Dramaserie (1998)
- Körner und Köter, Familienserie (2003)
- Das Küstenrevier; Krimiserie (2024)[22][23]
- Kriminaltango, Krimiserie (1995–1996)
- Die Kumpel, Krimiserie (2001–2004)
- Kurklinik Rosenau, Familienserie (1996–1997)
- Der letzte Bulle, Krimiserie mit Henning Baum u.a (April 2010 bis Juni 2014)
- Mama und ich, Comedyserie (2003–2005)
- Ein Mann steht seine Frau, Comedyserie (1997–2000)
- Meine Klasse – Voll das Leben, Seifenoper (2019)
- Max Wolkenstein, Krimiserie (1996–2001)
- Mein Chef und ich, Comedyserie (2004)
- Mein Partner auf vier Pfoten, Krimiserie (2000–2001)
- Mit Herz und Handschellen, Krimiserie, (2002–2006, 2010)
- Ein Mord für Quandt, Krimiserie (1997–1998)
- Natalie, Drama-Filmreihe (1994–2003)
- Die Neue – Eine Frau mit Kaliber, Krimiserie (1998–1999)
- Paare, Comedyserie (2006–2007)
- Parkhotel Stern, Familienserie (1997–2002)
- Patchwork Family, Familien-Soap (2013, 58 Episoden)
- Der Pfundskerl, Krimireihe (2000–2004)
- Sardsch, Krimireihe (1997–1999)
- Schicksale – und plötzlich ist alles anders, Light Fiction (2010–2019, ehemals Scripted Reality)
- Schmidt & Schmitt – Wir ermitteln in jedem Fall, Ermittlerserie im Vorabendprogramm (Juni 2011)
- Schmetterlinge im Bauch, Telenovela (2006)
- Schwarz greift ein, Krimiserie (1994–1999)
- Das Schwein – Eine deutsche Karriere, Dramareihe (1995)
- Schwurgericht, Krimiserie (1995–1998)
- SK Kölsch, Krimiserie (1999–2002)
- So ist das Leben! Die Wagenfelds, Familienserie (1995–1996)
- Sommer und Bolten: Gute Ärzte, keine Engel, Azrtserie (2001)
- Sophie – Schlauer als die Polizei, Krimiserie (1997–2002)
- Stadt, Land, Mord!, Krimiserie (2006–2007)
- Stan Becker, Filmreihe (1998–2001)
- Stefanie – Eine Frau startet durch, Arztserie (2004–2005; Spin-Off von Für alle Fälle Stefanie)
- Stockinger, Krimiserie (1996–1997; Spin-Off von Kommissar Rex)
- Sylvia – Eine Klasse für sich, Familienserie (1998–2000)
- Tresko, Krimireihe (1996)
- Typisch Sophie, Anwaltsserie (2004–2005)
- Unser Mann, Krimiserie (1996)
- Die Unzertrennlichen, Familienserie (1997)
- Unter den Linden – Das Haus Gravenhorst, Familienserie (2005–2006)
- Vater braucht eine Frau, Familienserie (1993)
- Verliebt in Berlin, Telenovela mit Tim Sander und Laura Osswald (2005–2007)
- Victor – Der Schutzengel, Fantasyserie (2001)
- Wir vom Revier – Das witzigste Polizeirevier der Welt, Comedyserie (1999)
- Wolffs Revier, Krimiserie (1992–2006, 2012)
- Zugriff: Ein Team – Ein Auftrag, Actionserie (1998–1999)
- Zwei zum verlieben, Familienserie (2000)

### Fremdproduktionen
Mit der US-amerikanischen Krimiserie Matt Houston begann Sat.1 bereits am ersten Sendetag mit der Ausstrahlung importierter Fernsehserien in Erstausstrahlung. Bis heute sind ausländische Serien fester Bestandteil des Senders, und so wurden bisher folgende Serien von Sat.1 erstmals im deutschen Freifernsehen ausgestrahlt oder fortgesetzt:
- Die Abenteuer des jungen Indiana Jones, US-Abenteuerserie (1992–1997)
- Die Abenteurer vom Rio Verde, französische Abenteuerserie (1993)
- Addams Family, US-Comedyserie (1989–1991)
- Adderly, kanadische Krimiserie (1988–1989)
- Agentur Maxwell, US-Familienserie (1987)
- Air America, US-Actionserie (2000; Wiederholung: 2002)
- Airwolf, US-Actionserie (1986–1988)
- Alien Nation, US-SciFi-Serie (1991)
- Allein gegen die Zukunft, US-SciFi-Serie (2002–2003)
- Alles außer Liebe, US-Comedyserie (1995)
- Auf der Flucht, Krimiserie (1988–1990)
- Die Ausgeflippten, (auch: Soap – Trautes Heim) US-Comedyserie (1988–1990)
- Automan – Der Superdetektiv, US-SciFi-Serie (1987–1989)
- B. A. D. Cats, US-Actionserie (1985)
- Batman, US-Fantasyserie (1989–1990, Wiederholung: 1992–1993)
- Baywatch – Die Rettungsschwimmer von Malibu, US-Actionserie (1992–2000; Wiederholungen: 2001–2004)
- Baywatch Hawaii, US-Actionserie (2000)
- Baywatch Nights, US-Krimiserie (1996–1998; Wiederholung: 1999)
- Becker, US-Comedyserie (2001–2002; Wiederholungen bis 2006)
- Berrengers, US-Soap (1989)
- Betty – Allein unter Models, US-Comedyserie (2007, 2010)
- Bezaubernde Jeannie, US-Comedyserie (1988–1989; Wiederholungen: 1991–1992)
- Big Valley, US-Westernserie (1985–1988 ZDF-Wiederholungen; 1996–2000 Erstausstrahlungen)
- Black, der schwarze Blitz, kanadisch-Französische Abenteuerserie (1992–1995)
- Blindspot, US-Dramaserie (2016–2017)
- Bonanza, US-Westernserie (1987–1994; seit 1989 auch Erstausstrahlungen)
- Buck Rogers, US-SciFi-Serie (1985–1986)
- Bumpers Revier, US-Krimiserie (1989)
- Cagney & Lacey, US-Krimiserie (1987–1995; Wiederholung: 1997)
- Cannon, US-Krimiserie (1988–1990; Wiederholungen: 1991, 1995)
- Carson & Carson, australische Krimiserie (1989–1990)
- Castle, US-Dramedy-Krimiserie (2013–2017)
- Catwalk – Eine Band will nach oben, US-Kanadische Musikserie (1994–1995)
- Charlie Grace – Der Schnüffler, US-Krimiserie (1996–1997)
- Chicago Hope – Endstation Hoffnung, Arztserie (1995–1997)
- City Life, neuseeländische Jugendserie (1997–2002)
- Clueless – Die Chaos-Clique, US-Comedyserie (2000)
- Common Law, US-Krimiserie (2012)
- The Company – Im Auftrag der CIA, dreiteilige US-Miniserie (Februar 2012, als zweiteilige Miniserie)
- The Cop – Crime Scene Paris, Krimiserie (Co-Produktion, 2013)
- Cougar Town, US-Comedyserie (2010)
- Criminal Minds, US-Kanadische Krimiserie (2006–2021)
- Criminal Minds: Beyond Borders, US Krimiserie (2017–2021)
- Criminal Minds: Team Red, US-Kanadische Krimiserie (2011)
- Daniel Boone, US-Westernserie (1989–1991)
- Dawson’s Creek, US-Dramaserie (1999–2003, 2007)
- The Defenders, US-Comedyserie (2011)
- Detective Laura Diamond, US-Dramedy-Krimiserie (2015–2016)
- Detektei mit Hexerei, US-Krimiserie (1990)
- Doctors Hospital, US-Arztserie (1985)
- Die Dornenvögel, US-Familiensaga (1985; Wiederholungen: 1992–1998)
- Drei Engel für Charlie, US-Krimiserie (1989–1990; Wiederholung: 1997)
- Drei stahlharte Profis, US-Actionserie (1999)
- Ein Duke kommt selten allein, US-Actionserie (1988–1991)
- Ein Mann namens Lawless (OriginaltitelLawless, 1997) US-Actionserie (1998)
- Electric Blue, englische Erotikreihe (1992)
- Elementary, US-Krimiserie (seit 2013–2018)
- Forever (2015)
- Enterprise, US-Science-Fiction-Serie (2003–2007)
- Erben des Fluchs, kanadische Fantasyserie (1990–1991)
- Fackeln im Sturm, US-Familiensaga (1995)
- Falcon Island, australische Abenteuerserie (1986)
- Ed – Der Bowling-Anwalt, US-Comedyserie (2004–2006)
- Ein Fall für Professor Chase, US-Fantasyserie (1990)
- Familie Feuerstein, US-Zeichentrickserie (1989–1990; Wiederholungen: 2001–2003)
- Family Law, Krimiserie (2001–2002)
- Fantasy Island, US-Fantasyserie von 1978 (1989–1991, Wiederholung: 1995)
- Fantasy Island, US-Fantasyserie von 1998 (2000)
- Farscape – Verschollen im All, US-Sci-Fi-Serie (2002–2004)
- Fawltys Hotel, englische Comedyserie (1996–1997)
- Flicka (My Friend Flicka), US-Westernserie (1988)
- Frasier, US-Comedyserie (1997–2002)
- Friends, US-Comedyserie (1996–1999)
- Gefrier-Schocker, englische Gruselserie (1989)
- Das Geheimnis von Pasadena, US-Soap (2005)
- General Hospital, US-Soap (1988–1990)
- George & Leo, US-Comedyserie (1999)
- Geschichten aus der Gruft, US-Mysteryserie (1995–1997)
- Geschichten aus Shillingbury, englische Comedyserie (1985; Wiederholung: 1990)
- Das Gesetz der Straße, US-Kanadische Krimiserie (1995–1996)
- Der Gorilla, französische Krimireihe (1991)
- Gun – Kaliber 45 (Gun), US-Krimiserie (2000)
- Hannibal, US-Psychothriller-Krimiserie (2013)
- Happy Days, US-Comedyserie (1985–1990)
- Hardball, US-Actionserie (1990–1991)
- Hardcastle & McCormick, US-Actionserie (1988–1989)
- Harry’s Law, US-Anwaltsserie (2012)
- Harrys wundersames Strafgericht, US-Comedyserie (1988)
- Hawaii Five-0, US-Actionserie (2011–2020)
- Hawk, US-Krimiserie (1990)
- Heartbreak High, australische Dramaserie (1996–1999)
- Heiße Wette – Bei Dr. Spencer auf der Couch (Hot bet), Italienische Erotikserie (1993)
- High Chaparral, US-Westernserie (1984–1988)
- Holiday Island – Die Trauminsel, australische Familienserie (1985)
- Hotel, US-Dramaserie (1987–1989; Wiederholungen: 1989–1992)
- Homeland, US-Dramaserie; bis 2013
- Hunter, US-Krimiserie von 1977 (1985–1987)
- Hunter, US-Krimiserie von 1984 (1988–1996)
- Immer wieder Fitz, US-Krimiserie (1998–2005)
- Das Imperium – Die Colbys, US-Dramaserie (1987–1993)
- Intime Bekenntnisse, US-Erotikserie (2003)
- JAG – Im Auftrag der Ehre, US-Actionserie (1996–2002)
- Jake und McCabe – Durch dick und dünn, US-Krimiserie (1990)
- Jim Profit – Ein Mann geht über Leichen, US-Krimiserie (1997–1998)
- John Ross – Ein afrikanisches Abenteuer (John Ross), Südafrikanische Abenteuerserie (1992)
- Kampf um Yellow Rose, US-Soap (1987–1989)
- Kein Pardon für Schutzengel, englische Krimiserie (1985–1987)
- L.A. Affairs, US-Soap (1999)
- L.A. Docs, US-Arztserie (2001)
- L.A. Law – Staranwälte, Tricks, Prozesse, Krimiserie (1996)
- Lady Cops – Knallhart weiblich, (auch Heart of the City, Originaltitel: The Division US-Krimiserie, 2004–2005)
- Landkrankenhaus Wandin Valley, (auch Das Buschkrankenhaus), australische Arztserie (1985)
- LateLine, US-Comedyserie (2002)
- Lethal Weapon, US-Dramedy-Actionserie (2017–2019)
- Lotterie, US-Familienserie (1987; Wiederholung: 1989)
- Love Boat, US-Comedyserie (1985–1994)
- MacGruder & Loud, US-Krimiserie (1990, Alternativtitel: Police Affair)
- MacGyver, US-Actionserie (1987–1995; Wiederholungen: 1996–2002)
- Make-Up und Pistolen, US-Krimiserie (1988–1991)
- Einer gegen alle – Mancuso, FBI, US-Krimiserie (1991, Originaltitel: Mancuso, FBI)
- Mann muss nicht sein (auch Sugarbaker's), US-Comedyserie (1993)
- Der Marshal, US-Krimiserie (1996)
- Matt Houston, US-Krimiserie (1984–1991) – erste Serie im PKS/Sat.1-Programm
- Max Headroom, US-SciFi-Serie (1989)
- Max Monroe – Wehe, wenn er losgelassen, US-Krimiserie (1991, Originaltitel: Max Monroe: Loose Cannon)
- Mein Freund Ben, US-Abenteuerserie (1988 ARD-Wiederholungen; 1998 Erstausstrahlungen)
- Miami Fun (auch: Out of the blue – Sommer, Sonne, Florida, US-Dramaserie, 1998)
- Mike & Molly, US-Comedyserie (2012)
- Mike Hammer, US-Krimiserie (1987–1990, Originaltitel: Mickey Spillane’s Mike Hammer)
- Millennium – Fürchte deinen Nächsten wie Dich selbst, US-Mysteryserie (1997–1998)
- Mini-Max oder Die unglaublichen Abenteuer des Maxwell Smart, US-Comedyserie (1988–1989 ZDF-Wiederholungen, 1990 Erstausstrahlungen)
- Miranda, US-Comedyserie (1990, Originaltitel: Raising Miranda, 1988)
- Mr. Ed, US-Comedyserie (1989–1990)
- Mr. Belvedere, US-Comedyserie (1991)
- Mississippi, US-Krimiserie (1989–1990, Originaltitel: The Mississippi, 1983–1984)
- Mit Schirm, Charme und Melone, englische Krimiserie (1993–1999)
- Mondbasis Alpha 1, britische Science-Fiction-Serie
- Monty Python’s Flying Circus, englische Comedyserie (1998)
- Mysterious Ways, US-Kanadische Mysteryserie (2002–2003)
- Nachbarn, australische Soap (1989–1993)
- Nachtschicht mit John, US-Comedyserie (1998–1999)
- Navy CIS: New Orleans, US-Krimiserie (2015–Mai 2022)
- Ned Kelly – Rebell wider Willen, australische Abenteuerserie (1984)
- Neon Rider, US-Krimiserie (1991; Wiederholungen: 1991–1992)
- Das Netz – Todesfalle Internet, US-Actionserie (2000)
- NUMB3RS – Die Logik des Verbrechens, US-Krimiserie (2007–2010)
- Pacific Drive, australische Soap (1997–1998)
- Paradise – Ein Mann, ein Colt, vier Kinder, US-Westernserie (1989–1991)
- Picket Fences – Tatort Gartenzaun, US-Krimiserie (1995–1997)
- Planet der Affen, US-SciFi-Serie (1989)
- Die Polizei-Chiefs von Delano, US-Krimireihe (1988)
- Prinzessin Fantaghiró, Italienische Fantasyreihe (1993–1998, bis 2003 Wiederholungen)
- Profiling Paris, französische Krimiserie (2015–2021)
- Die Profis, englische Krimiserie (1989–1993 Wiederholungen, dazw. 1991 Erstausstrahlungen)
- Public Morals – Die Rotlicht-Cops, US-Comedyserie (1999–2000, Originaltitel: Public Morals)
- Quer durch die Galaxie und dann links, australische SciFi-Serie (1993–1995, 1998 Wiederholung)
- Racing Game, englische Krimiserie (1986)
- Rauchende Colts, US-Westernserie (1988 ZDF-Wiederholungen, 1989–1991 Erstausstrahlungen)
- Raumschiff Enterprise, US-SciFi-Serie (1984–1987 ZDF-Wiederholungen, 1987/88 Erstausstrahlungen, 1989–2001 Wiederholungen)
- Raumschiff Enterprise – Das nächste Jahrhundert, US-SciFi-Serie (1993–1994, 1995–2003 Wiederholungen)
- Die reinste Hexerei, US-Comedyserie (1991)
- RoboCop: Prime Directives, US-SciFi-Reihe (2003)
- Rückkehr nach Eden, australische Dramaserie (1986, 1988/1992 Wiederholungen)
- Sandbaggers, englische Krimiserie (1985–1986)
- Schatten der Leidenschaft, US-Soap (1993–1994)
- Die Schöne und das Biest, US-Fantasyserie (1988–1992)
- Scorch, der kleine Hausdrache, US-Comedyserie (1994)
- Scorpion, US-Dramaserie (2015–2018)
- Secret Agent Man, US-Actionserie (2001–2002)
- Shirley, englische Comedyserie (1985–1986)
- Simon Templar, englische Krimiserie von 1963 (1985–1986 ARD-Wiederholungen, 1987–1988 Erstausstrahlungen)
- Simon Templar – Ein Gentleman mit Heiligenschein, englische Krimiserie von 1979 (1986, Wiederholung: 1988)
- So ein Affentheater, US-Comedyserie (1989, Originaltitel: Me and the Chimp, 1972)
- Solid Gold, US-Musiksendung (1984–1985)
- Space – Ein Mann greift nach den Sternen, US-SciFi-Serie (1987–1988)
- Special Squad, US-Actionserie (1999)
- Spenser, US-Krimiserie (1987–1989)
- Stacheldraht und Fersengeld, US-Comedyserie (1992)
- Star Trek: Deep Space Nine, US-SciFi-Serie (1994–2000)
- Star Trek: Raumschiff Voyager, US-SciFi-Serie (1996–2002)
- Starsky & Hutch, US-Krimiserie (1985 ZDF-Wiederholungen, 1986–1987 Erstausstrahlungen)
- Strong Medicine: Zwei Ärztinnen wie Feuer und Eis, US-Arztserie (2003–2004)
- Superboy, US-Fantasyserie (1992–1994)
- Superhuman Samurai Syber Squad, US-Actionserie (1995)
- T. J. Hooker, US-Krimiserie (1987–1991)
- Tarzan, US-Abenteuerserie (1992–1995)
- Teddy Z, US-Comedyserie (1991)
- Teufelskreis der Angst, US-Mysteryserie (1990)
- Trapper John, M.D., US-Arztserie (1989–1994)
- Time Trax – Zurück in die Zukunft, US-SciFi-Serie (1995–1996)
- Time Tunnel, US-SciFi-Serie (1996–1997)
- UFO, britische Science-Fiction-Serie
- Die Unbestechlichen (auch Chicago 1930, Originaltitel: The Untouchables), US-Krimiserie (1985–1988, Wiederholung: 1998)
- Unforgettable, US-Krimiserie (2012–2013)
- Unser Haus, US-Dramaserie (1988–1989)
- Unsere kleine Farm, US-Westernserie (1989–1990)
- Unter der Sonne Kaliforniens, US-Soap (1991–1995)
- Unternehmen Feuersturm, kanadische Actionserie (1993)
- V – Die außerirdischen Besucher kommen, US-SciFi-Serie (1988–1990)
- Valentina, Italienische Erotikserie (1991)
- Verfeindet bis aufs Blut, US-Soap (1989)
- Verliebt in eine Hexe, US-Comedyserie (1986–1992)
- Verrückter wilder Westen, US-Westernserie (1989–1991)
- Die Verschwörer – Im Namen der Gerechtigkeit, US-Krimiserie (1992–1994)
- V.I.P. – Die Bodyguards, US-Actionserie (1999–2002)
- Virginie, französische Dramaserie (1984, Wiederholungen: 1985–1986)
- Die Waltons, US-Dramaserie (1985, Wiederholungen: 1986–1989)
- Welcome, Mrs. President, US-Serie (2006–2007)
- Will & Grace, US-Comedyserie (2007–2009)
- White Fang, kanadisch-französisch-neuseeländische Dramaserie (1995)
- Der Wind in den Weiden, englische Puppentrickserie (1990–1991)
- Wir lieben Kate, US-Comedyserie (1991)
- Ein Witzbold namens Carey, US-Comedyserie (1996–1999)
- Zorro – Der schwarze Rächer, US-Abenteuerserie (1992–1995)
- Zweimal im Leben, kanadische Fantasyserie (2002–2003)

Daneben wiederholte Sat.1, vor allem in den 1980er- und 1990er-Jahren, zahlreiche bekannte Serienformate, wie beispielsweise 77 Sunset Strip, Catweazle, Daktari, Hart aber herzlich, Kobra, übernehmen Sie, Lou Grant, Drei Mädchen und drei Jungen, Petrocelli, Remington Steele, Die Straßen von San Francisco und Trio mit vier Fäusten.